# The Voice of Germany/Staffel 1
Die erste Staffel der deutschen Gesangs-Castingshow The Voice of Germany wurde vom 24. November 2011 bis zum 10. Februar 2012 im Fernsehen ausgestrahlt, wobei sechs Folgen beim Sender ProSieben und elf Folgen bei Sat.1 zu sehen waren. Moderiert wurde die erste Staffel von Stefan Gödde und backstage von Doris Golpashin. Die Jury bestand aus der Popmusikerin Nena, dem Soulsänger Xavier Naidoo, dem Sänger und Gitarristen Rea Garvey und aus dem Duo Alec Völkel und Sascha Vollmer von der Band The BossHoss. Die Gewinnerin der ersten Staffel war Ivy Quainoo mit ihrem Song Do You Like What You See.

## Erste Phase: Die Blind Auditions
Die Castings zur ersten Staffel fanden im Juni und Juli 2011 statt, wurden aber nicht im Fernsehen gezeigt. Etwa 150 der Sängerinnen und Sänger – mehr als drei Viertel von ihnen mit Bühnenerfahrung – wurden zu den Blind Auditions eingeladen. Diese wurden Ende August und Anfang September 2011 in Berlin aufgezeichnet und vom 24. November bis zum 9. Dezember 2011 in sechs Fernsehsendungen ausgestrahlt. Die Jury wählte 64 Kandidaten in die zweite Phase, in die Nena und Rea Garvey mit je 16, The BossHoss mit 15 und Xavier Naidoo mit 17 Kandidaten einzogen.
Die sieben Kandidaten Pamela Falcon, Charles Simmons, Max Giesinger, Kim Sanders, Mic Donet, Elen Wendt und Stefan Zielasko erhielten alle vier Jurystimmen. Von diesen sieben entschieden sich vier für Xavier Naidoo, zwei für Rea Garvey und eine für Nena als Coach.
| Folge  | Die Coaches und ihre Kandidaten                                   | Die Coaches und ihre Kandidaten                                                | Die Coaches und ihre Kandidaten                          | Die Coaches und ihre Kandidaten                                        |
| Folge  | Rea Garvey                                                        | Nena                                                                           | The BossHoss                                             | Xavier Naidoo                                                          |
| ------ | ----------------------------------------------------------------- | ------------------------------------------------------------------------------ | -------------------------------------------------------- | ---------------------------------------------------------------------- |
| 01     | Percival Duke Pamela Falcon Charles Simmons Josef Prasil          | Nina Kutschera Verena Putzer Sharron Levy                                      | Vera Luttenberger („Charlee“)                            | Dominic Sanz Rino Galiano                                              |
| 02     | Mikey Cyrox Heiko Schmidt                                         | Alicia Emmi Berg                                                               | Ramona Nerra Butch Williams Andy Hermes                  | Benjamin Martell Max Giesinger Giovanni Costello Patricia Meeden       |
| 03     | Arcangelo Vigneri                                                 | Kim Sanders Behnam Moghaddam Lisa Martine Weller                               | Colin Rich („C. Jay“) Shari Fanio                        | Dilan Koshnaw Rüdiger Skoczowsky Laura Martin Vinicius Gomes Mic Donet |
| 04     | Benny Fiedler Laura und Victoria Maas                             | Yasmina Hunzinger Tessa Sunniva Fanel Cornelius                                | Ole Feddersen Charlie Waldschmidt                        | Katja Friedenberg Elen Wendt                                           |
| 05     | Tiziana Belmonte Michael Schulte Ken Miyao                        | Katja Georgas-Spanos Bobby Bobbs’n Erwin Köhler und Daniela Gruber Leslie Jost | Sahar Haluzy Ivy Quainoo Ramona Rotstich Bennie McMillan | Jeannette Dalia Curta                                                  |
| 06     | Lena Sicks Jasmin Graf Rola Mardirose Hinterbichler Monique Wragg | Herman Muralev Marijana Vuckovic                                               | Natascha Bell Lukas Kempf Annika Yasemin Röken           | Julius Olschowski Laura Bellon Stefan Zielasko                         |
| Gesamt | 16                                                                | 16                                                                             | 15                                                       | 17                                                                     |

## Zweite Phase: Die Battle Round
Die Battle Round wurde im September 2011 in Berlin aufgezeichnet und vom 15. bis zum 23. Dezember 2011 in vier Fernsehsendungen ausgestrahlt.
Die Coaches bereiteten die Teilnehmer zusammen mit Beratern aus ihrem musikalischen Umfeld auf die Gesangsduelle vor. Nena wurde unterstützt von Musikproduzent und Keyboarder Derek von Krogh, Rea Garvey von der Singer-Songwriterin Nerina Pallot, The BossHoss von Musikproduzent und Songwriter Jan Löchel, Xavier Naidoo von Musikproduzent und Songwriter Michael Herberger.
In Nenas und Rea Garveys Gruppe fanden acht Eins-gegen-Eins-Duelle mit je einem Sieger statt. In den Gruppen mit ungerader Teilnehmerzahl fand neben den Zweikämpfen auch jeweils ein Dreier-Battle statt. So hatten die fünfzehn Teilnehmer von The BossHoss sechs Eins-gegen-Eins-Battles und einen Dreikampf, aus dem zwei Kandidaten weiterkamen. Aus den siebzehn Kandidaten von Xavier Naidoos Gruppe wurden sieben Sieger aus Eins-gegen-Eins-Duellen und ein weiterer Sieger aus einem Dreier-Battle ermittelt.
| Folge | Battle | Gegner                       | Gegner                       | Gegner                       | Gegner                          | Gegner                          | Gegner                          | Song                                                            | Coach         |
| ----- | ------ | ---------------------------- | ---------------------------- | ---------------------------- | ------------------------------- | ------------------------------- | ------------------------------- | --------------------------------------------------------------- | ------------- |
| 07    | 1      | Butch Williams               | Butch Williams               | Butch Williams               | Ramona Nerra                    | Ramona Nerra                    | Ramona Nerra                    | Ain’t No Mountain High Enough von Marvin Gaye und Tammi Terrell | The BossHoss  |
| 07    | 2      | Kim Sanders                  | Kim Sanders                  | Kim Sanders                  | Alicia Emmi Berg                | Alicia Emmi Berg                | Alicia Emmi Berg                | Only Girl (In the World) von Rihanna                            | Nena          |
| 07    | 3      | Rüdiger Skoczowsky           | Rüdiger Skoczowsky           | Rüdiger Skoczowsky           | Giovanni Costello               | Giovanni Costello               | Giovanni Costello               | What a Wonderful World von Louis Armstrong                      | Xavier Naidoo |
| 07    | 4      | Ole Feddersen                | Ole Feddersen                | Andy Hermes                  | Andy Hermes                     | Bennie McMillan                 | Bennie McMillan                 | Valerie von The Zutons                                          | The BossHoss  |
| 07    | 5      | Michael Schulte              | Michael Schulte              | Michael Schulte              | Laura und Victoria Maas         | Laura und Victoria Maas         | Laura und Victoria Maas         | Falling Slowly von The Swell Season                             | Rea Garvey    |
| 07    | 6      | Sharron Levy                 | Sharron Levy                 | Sharron Levy                 | Katja Georgas-Spanos            | Katja Georgas-Spanos            | Katja Georgas-Spanos            | Are You Gonna Be My Girl von Jet                                | Nena          |
| 07    | 7      | Pamela Falcon                | Pamela Falcon                | Pamela Falcon                | Percival Duke                   | Percival Duke                   | Percival Duke                   | Purple Rain von Prince                                          | Rea Garvey    |
| 08    | 8      | Leslie Jost                  | Leslie Jost                  | Leslie Jost                  | Nina Kutschera                  | Nina Kutschera                  | Nina Kutschera                  | Superstition von Stevie Wonder                                  | Nena          |
| 08    | 9      | Julius Olschowski            | Julius Olschowski            | Julius Olschowski            | Katja Friedenberg               | Katja Friedenberg               | Katja Friedenberg               | Krieger des Lichts von Silbermond                               | Xavier Naidoo |
| 08    | 10     | Vera Luttenberger            | Vera Luttenberger            | Vera Luttenberger            | Ramona Rotstich                 | Ramona Rotstich                 | Ramona Rotstich                 | Love Long Distance von Gossip                                   | The BossHoss  |
| 08    | 11     | Rino Galiano                 | Rino Galiano                 | Rino Galiano                 | Stefan Zielasko                 | Stefan Zielasko                 | Stefan Zielasko                 | Jesus to a Child von George Michael                             | Xavier Naidoo |
| 08    | 12     | Heiko Schmidt                | Heiko Schmidt                | Heiko Schmidt                | Lena Sicks                      | Lena Sicks                      | Lena Sicks                      | Eisberg von Andreas Bourani                                     | Rea Garvey    |
| 08    | 13     | Ivy Quainoo                  | Ivy Quainoo                  | Ivy Quainoo                  | Annika Yasemin Röken            | Annika Yasemin Röken            | Annika Yasemin Röken            | Viva la Vida von Coldplay                                       | The BossHoss  |
| 08    | 14     | Marijana Vuckovic            | Marijana Vuckovic            | Marijana Vuckovic            | Lisa Martine Weller             | Lisa Martine Weller             | Lisa Martine Weller             | Another Way to Die von Jack White und Alicia Keys               | Nena          |
| 08    | 15     | Arcangelo Vigneri            | Arcangelo Vigneri            | Arcangelo Vigneri            | Charles Simmons                 | Charles Simmons                 | Charles Simmons                 | Everybody Hurts von R.E.M.                                      | Rea Garvey    |
| 09    | 16     | Dominic Sanz                 | Dominic Sanz                 | Dominic Sanz                 | Vinicius Gomes                  | Vinicius Gomes                  | Vinicius Gomes                  | Dance with Somebody von Mando Diao                              | Xavier Naidoo |
| 09    | 17     | Colin „C. Jay“ Rich          | Colin „C. Jay“ Rich          | Colin „C. Jay“ Rich          | Charlie Waldschmidt             | Charlie Waldschmidt             | Charlie Waldschmidt             | Kids von Kylie Minogue und Robbie Williams                      | The BossHoss  |
| 09    | 18     | Behnam Moghaddam             | Behnam Moghaddam             | Behnam Moghaddam             | Fanel Cornelius                 | Fanel Cornelius                 | Fanel Cornelius                 | Tears in Heaven von Eric Clapton                                | Nena          |
| 09    | 19     | Benny Fiedler                | Benny Fiedler                | Benny Fiedler                | Ken Miyao                       | Ken Miyao                       | Ken Miyao                       | Wonderful Life von Hurts                                        | Rea Garvey    |
| 09    | 20     | Shari Fanio                  | Shari Fanio                  | Shari Fanio                  | Natascha Bell                   | Natascha Bell                   | Natascha Bell                   | You Got the Love von Candi Staton                               | The BossHoss  |
| 09    | 21     | Max Giesinger                | Max Giesinger                | Max Giesinger                | Laura Martin                    | Laura Martin                    | Laura Martin                    | Radioactive von Kings of Leon                                   | Xavier Naidoo |
| 09    | 22     | Josef Prasil                 | Josef Prasil                 | Josef Prasil                 | Mikey Cyrox                     | Mikey Cyrox                     | Mikey Cyrox                     | New Shoes von Paolo Nutini                                      | Rea Garvey    |
| 09    | 23     | Yasmina Hunzinger            | Yasmina Hunzinger            | Yasmina Hunzinger            | Erwin Köhler und Daniela Gruber | Erwin Köhler und Daniela Gruber | Erwin Köhler und Daniela Gruber | Bring Me to Life von Evanescence                                | Nena          |
| 09    | 24     | Patricia Meeden              | Patricia Meeden              | Mic Donet                    | Mic Donet                       | Dilan Koshnaw                   | Dilan Koshnaw                   | It’s a Man’s Man’s Man’s World von James Brown                  | Xavier Naidoo |
| 10    | 25     | Benjamin Martell             | Benjamin Martell             | Benjamin Martell             | Elen Wendt                      | Elen Wendt                      | Elen Wendt                      | Dieses Leben von Juli                                           | Xavier Naidoo |
| 10    | 26     | Rola Mardirose Hinterbichler | Rola Mardirose Hinterbichler | Rola Mardirose Hinterbichler | Tiziana Belmonte                | Tiziana Belmonte                | Tiziana Belmonte                | Little Numbers von Boy                                          | Rea Garvey    |
| 10    | 27     | Verena Putzer                | Verena Putzer                | Verena Putzer                | Tessa Sunniva                   | Tessa Sunniva                   | Tessa Sunniva                   | She Will Be Loved von Maroon 5                                  | Nena          |
| 10    | 28     | Jasmin Graf                  | Jasmin Graf                  | Jasmin Graf                  | Monique Wragg                   | Monique Wragg                   | Monique Wragg                   | Shut Up and Drive von Rihanna                                   | Rea Garvey    |
| 10    | 29     | Sahar Haluzy                 | Sahar Haluzy                 | Sahar Haluzy                 | Lukas Kempf                     | Lukas Kempf                     | Lukas Kempf                     | Champagne Supernova von Oasis                                   | The BossHoss  |
| 10    | 30     | Bobby Bobbs’n                | Bobby Bobbs’n                | Bobby Bobbs’n                | Herman Muralev                  | Herman Muralev                  | Herman Muralev                  | Allein Allein von Polarkreis 18                                 | Nena          |
| 10    | 31     | Laura Bellon                 | Laura Bellon                 | Laura Bellon                 | Jeannette Dalia Curta           | Jeannette Dalia Curta           | Jeannette Dalia Curta           | Survivor von Destiny’s Child                                    | Xavier Naidoo |

Jeder Coach wählte von seinen verbliebenen acht Kandidaten zunächst fünf für die Liveshows aus. Die restlichen drei Teilnehmer trugen in einem sogenannten „Sing-off“ nochmals ihren Song aus den Blind Auditions vor. Anschließend bestimmte der jeweilige Coach den sechsten Liveshow-Teilnehmer seiner Gruppe.
| Coach         | Sing-Off-Kandidaten | Sing-Off-Kandidaten | Sing-Off-Kandidaten |
| ------------- | ------------------- | ------------------- | ------------------- |
| Nena          | Bobby Bobbs’n       | Tessa Sunniva       | Yasmina Hunzinger   |
| Xavier Naidoo | Benjamin Martell    | Max Giesinger       | Laura Bellon        |
| Rea Garvey    | Josef Prasil        | Tiziana Belmonte    | Jasmin Graf         |
| The BossHoss  | Vera Luttenberger   | Bennie McMillan     | Natascha Bell       |

## Dritte Phase: Die Liveshows
Die sieben Liveshows fanden vom 5. Januar bis zum 10. Februar 2012 in Berlin statt, wobei die erste Sendung von ProSieben und die weiteren sechs Sendungen von Sat.1 übertragen wurden. In der ersten und dritten Liveshow traten sowohl die Kandidaten von Xavier Naidoo als auch diejenigen von The BossHoss auf. In der zweiten und vierten Liveshow sangen die Kandidaten von Nena sowie diejenigen von Rea Garvey. In den ersten beiden Liveshows schieden zwei der sechs Teilnehmer jedes Coaches aus. In der dritten und vierten Sendung verließ ein weiterer Kandidat pro Gruppe die Show. In den darauffolgenden zwei Runden schied jeweils ein weiterer Teilnehmer jedes Coaches aus, so dass sich für das Finale am 10. Februar ein Kandidat aus jeder der vier Coachinggruppen qualifizierte.

### Ergebnistabelle
| Coach: The BossHoss  | Coach: The BossHoss    | Coach: The BossHoss    | Coach: The BossHoss    | Coach: The BossHoss              | Coach: The BossHoss |
| Name                 | 1. Liveshow            | 3. Liveshow            | 5. Liveshow            | Halbfinale                       | Finale              |
| -------------------- | ---------------------- | ---------------------- | ---------------------- | -------------------------------- | ------------------- |
| Ivy Quainoo          | Weiter durch Zuschauer | Weiter durch Zuschauer | Weiter durch Zuschauer | Weiter durch Zuschauer und Coach | Platz 1             |
| Ole Feddersen        | Weiter durch Coach     | Weiter durch Zuschauer | Weiter durch Coach     | Ausgeschieden                    | Ausgeschieden       |
| Ramona Nerra         | Weiter durch Zuschauer | Weiter durch Coach     | Ausgeschieden          | Ausgeschieden                    | Ausgeschieden       |
| Bennie McMillan      | Weiter durch Coach     | Ausgeschieden          | Ausgeschieden          | Ausgeschieden                    | Ausgeschieden       |
| Colin „C. Jay“ Rich  | Ausgeschieden          | Ausgeschieden          | Ausgeschieden          | Ausgeschieden                    | Ausgeschieden       |
| Sahar Haluzy         | Ausgeschieden          | Ausgeschieden          | Ausgeschieden          | Ausgeschieden                    | Ausgeschieden       |
| Coach: Nena          |                        |                        |                        |                                  |                     |
| Name                 | 2. Liveshow            | 4. Liveshow            | 5. Liveshow            | Halbfinale                       | Finale              |
| Kim Sanders          | Weiter durch Coach     | Weiter durch Zuschauer | Weiter durch Zuschauer | Weiter durch Zuschauer           | Platz 2             |
| Sharron Levy         | Weiter durch Coach     | Weiter durch Coach     | Weiter durch Coach     | Ausgeschieden                    | Ausgeschieden       |
| Behnam Moghaddam     | Weiter durch Zuschauer | Weiter durch Zuschauer | Ausgeschieden          | Ausgeschieden                    | Ausgeschieden       |
| Yasmina Hunzinger    | Weiter durch Zuschauer | Ausgeschieden          | Ausgeschieden          | Ausgeschieden                    | Ausgeschieden       |
| Nina Kutschera       | Ausgeschieden          | Ausgeschieden          | Ausgeschieden          | Ausgeschieden                    | Ausgeschieden       |
| Lisa Martine Weller  | Ausgeschieden          | Ausgeschieden          | Ausgeschieden          | Ausgeschieden                    | Ausgeschieden       |
| Coach: Rea Garvey    |                        |                        |                        |                                  |                     |
| Name                 | 2. Liveshow            | 4. Liveshow            | 5. Liveshow            | Halbfinale                       | Finale              |
| Michael Schulte      | Weiter durch Zuschauer | Weiter durch Coach     | Weiter durch Zuschauer | Weiter durch Zuschauer           | Platz 3             |
| Jasmin Graf          | Weiter durch Coach     | Weiter durch Zuschauer | Weiter durch Coach     | Ausgeschieden                    | Ausgeschieden       |
| Percival Duke        | Weiter durch Zuschauer | Weiter durch Zuschauer | Ausgeschieden          | Ausgeschieden                    | Ausgeschieden       |
| Benny Fiedler        | Weiter durch Coach     | Ausgeschieden          | Ausgeschieden          | Ausgeschieden                    | Ausgeschieden       |
| Lena Sicks           | Ausgeschieden          | Ausgeschieden          | Ausgeschieden          | Ausgeschieden                    | Ausgeschieden       |
| Charles Simmons      | Ausgeschieden          | Ausgeschieden          | Ausgeschieden          | Ausgeschieden                    | Ausgeschieden       |
| Coach: Xavier Naidoo |                        |                        |                        |                                  |                     |
| Name                 | 1. Liveshow            | 3. Liveshow            | 5. Liveshow            | Halbfinale                       | Finale              |
| Max Giesinger        | Weiter durch Zuschauer | Weiter durch Zuschauer | Weiter durch Zuschauer | Weiter durch Coach               | Platz 4             |
| Mic Donet            | Weiter durch Coach     | Weiter durch Coach     | Weiter durch Coach     | Ausgeschieden                    | Ausgeschieden       |
| Rino Galiano         | Weiter durch Zuschauer | Weiter durch Zuschauer | Ausgeschieden          | Ausgeschieden                    | Ausgeschieden       |
| Katja Friedenberg    | Weiter durch Coach     | Ausgeschieden          | Ausgeschieden          | Ausgeschieden                    | Ausgeschieden       |
| Rüdiger Skoczowsky   | Ausgeschieden          | Ausgeschieden          | Ausgeschieden          | Ausgeschieden                    | Ausgeschieden       |
| Dominic Sanz         | Ausgeschieden          | Ausgeschieden          | Ausgeschieden          | Ausgeschieden                    | Ausgeschieden       |

### Erste und zweite Liveshow
Die ersten beiden Liveshows fanden am 5. und 6. Januar 2012 statt. Von den sechs Kandidaten jeder Gruppe kamen vier weiter. Zwei von ihnen wurden per Televoting bestimmt und zwei weitere anschließend vom jeweiligen Coach benannt.
Zu Beginn der ersten Show traten alle Coaches gemeinsam mit dem Lied 99 Luftballons der Band Nena auf. Während der Abstimmphase sang Xavier Naidoo mit seinen sechs Kandidaten sein Lied Ich kenne nichts (das so schön ist wie du). Anschließend trug die Band Snow Patrol ihren Song This Isn’t Everything You Are vor.
Zu Beginn der zweiten Show sang Rea Garvey mit seinen sechs Kandidaten sein Lied Can’t Stand the Silence. Während der Abstimmphase trugen die Söhne Mannheims ihr aktuelles Lied Für dich vor. Zum musikalischen Abschluss der Show sang Nena mit ihren sechs Kandidaten den Song Kill Your Heroes der Band Awolnation.
| 1. Liveshow             | Coach: Xavier Naidoo | Coach: Xavier Naidoo                         | Coach: Xavier Naidoo |
| 1. Liveshow             | Kandidat             | Song                                         | Televoting           |
| ----------------------- | -------------------- | -------------------------------------------- | -------------------- |
| Entscheid der Zuschauer | Max Giesinger        | Fix You von Coldplay                         |                      |
| Entscheid der Zuschauer | Rino Galiano         | How Deep Is Your Love von den Bee Gees       |                      |
| Entscheid des Coaches   | Mic Donet            | Ain’t No Sunshine von Bill Withers           |                      |
| Entscheid des Coaches   | Katja Friedenberg    | Turning Tables von Adele                     |                      |
| Ausgeschieden           | Rüdiger Skoczowsky   | Without You von David Guetta featuring Usher |                      |
| Ausgeschieden           | Dominic Sanz         | With or Without You von U2                   |                      |

| 1. Liveshow             | Coach: The BossHoss | Coach: The BossHoss                                      | Coach: The BossHoss |
| 1. Liveshow             | Kandidat            | Song                                                     | Televoting          |
| ----------------------- | ------------------- | -------------------------------------------------------- | ------------------- |
| Entscheid der Zuschauer | Ramona Nerra        | Firework von Katy Perry                                  |                     |
| Entscheid der Zuschauer | Ivy Quainoo         | Toxic von Britney Spears                                 |                     |
| Entscheid des Coaches   | Ole Feddersen       | No Diggity von BLACKstreet featuring Dr. Dre & Queen Pen |                     |
| Entscheid des Coaches   | Bennie McMillan     | Marry You von Bruno Mars                                 |                     |
| Ausgeschieden           | Sahar Haluzy        | Teenage Dirtbag von Wheatus                              |                     |
| Ausgeschieden           | Colin „C. Jay“ Rich | Let’s Stay Together von Al Green                         |                     |

| 2. Liveshow             | Coach: Nena         | Coach: Nena                                | Coach: Nena |
| 2. Liveshow             | Kandidat            | Song                                       | Televoting  |
| ----------------------- | ------------------- | ------------------------------------------ | ----------- |
| Entscheid der Zuschauer | Yasmina Hunzinger   | Heavy on My Heart von Anastacia            |             |
| Entscheid der Zuschauer | Behnam Moghaddam    | The Sound of Silence von Simon & Garfunkel |             |
| Entscheid des Coaches   | Kim Sanders         | All That She Wants von Ace of Base         |             |
| Entscheid des Coaches   | Sharron Levy        | Ordinary World von Duran Duran             |             |
| Ausgeschieden           | Nina Kutschera      | Free Your Mind von En Vogue                |             |
| Ausgeschieden           | Lisa Martine Weller | Junimond von Rio Reiser                    |             |

| 2. Liveshow             | Coach: Rea Garvey | Coach: Rea Garvey                                       | Coach: Rea Garvey |
| 2. Liveshow             | Kandidat          | Song                                                    | Televoting        |
| ----------------------- | ----------------- | ------------------------------------------------------- | ----------------- |
| Entscheid der Zuschauer | Percival Duke     | Hedonism (Just Because You Feel Good) von Skunk Anansie |                   |
| Entscheid der Zuschauer | Michael Schulte   | Creep von Radiohead                                     |                   |
| Entscheid des Coaches   | Benny Fiedler     | Eiserner Steg von Philipp Poisel                        |                   |
| Entscheid des Coaches   | Jasmin Graf       | Wovon sollen wir träumen von Frida Gold                 |                   |
| Ausgeschieden           | Lena Sicks        | Elektrisches Gefühl von Juli                            |                   |
| Ausgeschieden           | Charles Simmons   | Closer to the Edge von 30 Seconds to Mars               |                   |

### Dritte und vierte Liveshow
Die dritte und vierte Liveshow fanden am 13. und 20. Januar 2012 statt. Von den vier Kandidaten jeder Gruppe kamen je drei in die nächste Runde. Zwei von ihnen wurden per Televoting gewählt, zwischen den beiden verbliebenen entschied sich der jeweilige Coach.
Zu Beginn der dritten Show sangen The BossHoss mit ihren vier Kandidaten den Song Word Up! von Cameo. Während der Sendung trug James Morrison zusammen mit Xavier Naidoos vier Kandidaten sein aktuelles Lied Up vor.
Die vierte Liveshow eröffneten Nenas und Rea Garveys acht verbliebene Kandidaten mit einem Medley aus den Liedern Get the Party Started von P!nk und Moves like Jagger von Maroon 5 featuring Christina Aguilera. Während der Sendung präsentierten The BossHoss ihre Single Don’t Gimme That.
| 3. Liveshow             | Coach: Xavier Naidoo | Coach: Xavier Naidoo                                                                                                 | Coach: Xavier Naidoo |
| 3. Liveshow             | Kandidat             | Song | Televoting           |
| ----------------------- | -------------------- | --- | -------------------- |
| Entscheid der Zuschauer | Max Giesinger        | I’ll Be Waiting von Lenny Kravitz                                                                                    |                      |
| Entscheid der Zuschauer | Rino Galiano         | Über sieben Brücken mußt du gehn von Karat                                                                           |                      |
| Entscheid des Coaches   | Mic Donet            | Killer / Papa Was a Rollin’ Stone von George Michael, separat ursprünglich von Adamski bzw. von The Undisputed Truth |                      |
| Ausgeschieden           | Katja Friedenberg    | Flugzeuge Im Bauch von Herbert Grönemeyer                                                                            |                      |

| 3. Liveshow             | Coach: The BossHoss | Coach: The BossHoss             | Coach: The BossHoss |
| 3. Liveshow             | Kandidat            | Song                            | Televoting          |
| ----------------------- | ------------------- | ------------------------------- | ------------------- |
| Entscheid der Zuschauer | Ole Feddersen       | Cello von Udo Lindenberg        |                     |
| Entscheid der Zuschauer | Ivy Quainoo         | Hard to Handle von Otis Redding |                     |
| Entscheid des Coaches   | Ramona Nerra        | One von U2                      |                     |
| Ausgeschieden           | Bennie McMillan     | Fast Car von Tracy Chapman      |                     |

| 4. Liveshow             | Coach: Nena       | Coach: Nena                                       | Coach: Nena |
| 4. Liveshow             | Kandidat          | Song                                              | Televoting  |
| ----------------------- | ----------------- | ------------------------------------------------- | ----------- |
| Entscheid der Zuschauer | Kim Sanders       | Killing Me Softly with His Song von Roberta Flack |             |
| Entscheid der Zuschauer | Behnam Moghaddam  | Hurt von Trent Reznor                             |             |
| Entscheid des Coaches   | Sharron Levy      | Burning Down the House von den Talking Heads      |             |
| Ausgeschieden           | Yasmina Hunzinger | Baby Love von Mother’s Finest                     |             |

| 4. Liveshow             | Coach: Rea Garvey | Coach: Rea Garvey                              | Coach: Rea Garvey |
| 4. Liveshow             | Kandidat          | Song                                           | Televoting        |
| ----------------------- | ----------------- | ---------------------------------------------- | ----------------- |
| Entscheid der Zuschauer | Percival Duke     | Seven Nation Army von The White Stripes        |                   |
| Entscheid der Zuschauer | Jasmin Graf       | Stark von Ich + Ich                            |                   |
| Entscheid des Coaches   | Michael Schulte   | Human von The Killers                          |                   |
| Ausgeschieden           | Benny Fiedler     | Wenn Worte meine Sprache wären von Tim Bendzko |                   |

### Fünfte Liveshow
Die fünfte Liveshow fand am 27. Januar 2012 statt. Von den drei Kandidaten jeder Gruppe kamen zwei in die nächste Runde. Einer von ihnen wurden per Televoting gewählt, zwischen den beiden anderen entschied sich der jeweilige Coach. Taio Cruz eröffnete die Sendung gemeinsam mit den zwölf verbliebenen Kandidaten mit seiner Single Troublemaker. Während der Sendung trug Rea Garvey seine Single Colour Me In vor.
| 5. Liveshow             | Coach: Xavier Naidoo | Coach: Xavier Naidoo                         | Coach: Xavier Naidoo |
| 5. Liveshow             | Kandidat             | Song                                         | Televoting           |
| ----------------------- | -------------------- | -------------------------------------------- | -------------------- |
| Entscheid der Zuschauer | Max Giesinger        | Vom selben Stern von Ich + Ich               |                      |
| Entscheid des Coaches   | Mic Donet            | I Believe I Can Fly von R. Kelly             |                      |
| Ausgeschieden           | Rino Galiano         | All Night Long (All Night) von Lionel Richie |                      |

| 5. Liveshow             | Coach: The BossHoss | Coach: The BossHoss                         | Coach: The BossHoss |
| 5. Liveshow             | Kandidat            | Song                                        | Televoting          |
| ----------------------- | ------------------- | ------------------------------------------- | ------------------- |
| Entscheid der Zuschauer | Ivy Quainoo         | Dream a Little Dream of Me von Ozzie Nelson |                     |
| Entscheid des Coaches   | Ole Feddersen       | Weinst du von Echt                          |                     |
| Ausgeschieden           | Ramona Nerra        | Domino von Jessie J                         |                     |

| 5. Liveshow             | Coach: Nena      | Coach: Nena                                                | Coach: Nena |
| 5. Liveshow             | Kandidat         | Song                                                       | Televoting  |
| ----------------------- | ---------------- | ---------------------------------------------------------- | ----------- |
| Entscheid der Zuschauer | Kim Sanders      | Empire State of Mind (Part II) Broken Down von Alicia Keys |             |
| Entscheid des Coaches   | Sharron Levy     | Somebody That I Used to Know von Gotye featuring Kimbra    |             |
| Ausgeschieden           | Behnam Moghaddam | Eleanor Rigby von The Beatles                              |             |

| 5. Liveshow             | Coach: Rea Garvey | Coach: Rea Garvey                | Coach: Rea Garvey |
| 5. Liveshow             | Kandidat          | Song                             | Televoting        |
| ----------------------- | ----------------- | -------------------------------- | ----------------- |
| Entscheid der Zuschauer | Michael Schulte   | Video Games von Lana Del Rey     |                   |
| Entscheid des Coaches   | Jasmin Graf       | Hungriges Herz von MIA.          |                   |
| Ausgeschieden           | Percival Duke     | Beautiful von Christina Aguilera |                   |

### Halbfinale
Die sechste Liveshow, das Halbfinale, fand am 3. Februar 2012 statt. Jeder Teilnehmer trat erstmals mit einem Lied auf, an dessen Komposition er selbst beteiligt war. Zudem sangen – ähnlich wie in der Battle-Round – die Kandidatenduos jeder Gruppe ein Lied im Duett. Die vier Finalisten bestimmten die jeweiligen Coaches und die Zuschauer zusammen: Jeder Coach teilte 100 Punkte zwischen seinen beiden Kandidaten auf, unabhängig davon erhielten die beiden Kandidaten ihr Televoting-Prozentergebnis als Punkte. Der Teilnehmer mit der höheren Punktesumme kam ins Finale.
Während der Sendung trug Nena ihr Lied Liebe ist vor.
| Halbfinale    | Coach: Xavier Naidoo | Coach: Xavier Naidoo                | Punktevergabe | Punktevergabe | Punktevergabe |
| Kandidat      | Eigener Song         | Song im Duett                       | Coach         | Zuschauer     | Gesamt        |
| ------------- | -------------------- | ----------------------------------- | ------------- | ------------- | ------------- |
| Max Giesinger | Dach der Welt        | Bitter Sweet Symphony von The Verve | 65            | 43,23         | 108,23        |
| Mic Donet     | Losing You           | Bitter Sweet Symphony von The Verve | 35            | 56,77         | 091,77        |

| Halbfinale    | Coach: The BossHoss      | Coach: The BossHoss                        | Punktevergabe | Punktevergabe | Punktevergabe |
| Kandidat      | Eigener Song             | Song im Duett                              | Coach         | Zuschauer     | Gesamt        |
| ------------- | ------------------------ | ------------------------------------------ | ------------- | ------------- | ------------- |
| Ivy Quainoo   | Do You Like What You See | Under the Bridge von Red Hot Chili Peppers | 60            | 77,55         | 137,55        |
| Ole Feddersen | Butterfly                | Under the Bridge von Red Hot Chili Peppers | 40            | 22,45         | 062,45        |

| Halbfinale   | Coach: Nena  | Coach: Nena                              | Punktevergabe | Punktevergabe | Punktevergabe |
| Kandidat     | Eigener Song | Song im Duett                            | Coach         | Zuschauer     | Gesamt        |
| ------------ | ------------ | ---------------------------------------- | ------------- | ------------- | ------------- |
| Kim Sanders  | Haunted      | Under Pressure von Queen und David Bowie | 50            | 54,59         | 104,59        |
| Sharron Levy | Drowning     | Under Pressure von Queen und David Bowie | 50            | 45,41         | 095,41        |

| Halbfinale      | Coach: Rea Garvey | Coach: Rea Garvey             | Punktevergabe | Punktevergabe | Punktevergabe |
| Kandidat        | Eigener Song      | Song im Duett                 | Coach         | Zuschauer     | Gesamt        |
| --------------- | ----------------- | ----------------------------- | ------------- | ------------- | ------------- |
| Michael Schulte | Carry Me Home     | Rolling in the Deep von Adele | 50            | 54,12         | 104,12        |
| Jasmin Graf     | So schwer         | Rolling in the Deep von Adele | 50            | 45,88         | 095,88        |

### Finale
Die siebte Liveshow, das Finale, fand am 10. Februar 2012 statt. Im Jahr 2011 war angekündigt worden, dass die Fernsehzuschauer aus den vier Finalisten per Televoting den Sieger bestimmen. Anfang Februar 2012 wurde mitgeteilt, dass zusätzlich bis am 9. Februar 2012 im iTunes Store oder anderen Downloadportalen verkaufte Lieder in die Wertung einfließen; für jeden der vier Finalteilnehmer zählte ein Download seines im Halbfinale präsentierten eigenen Songs so viel wie zwei Televotingstimmen.
In der Finalshow trug jeder Finalteilnehmer den eigenen Song vor, sang außerdem ein Duett mit seinem Coach und ein weiteres Duett mit einem Gastkünstler. Michael Schulte sang mit Ed Sheeran, Kim Sanders mit Marlon Roudette, Max Giesinger mit Katie Melua und Ivy Quainoo mit Florence + the Machine. Die meisten Downloads vor Beginn der Finalshow hatte Michael Schulte, doch nach Abschluss des Televotings hatte Ivy Quainoo die höchste Gesamtwertung.
| Rang | Kandidat        | Coach         | Songs                    | Songs                                           | Televoting und Downloads |
| ---- | --------------- | ------------- | ------------------------ | ----------------------------------------------- | ------------------------ |
| 1    | Ivy Quainoo     | The BossHoss  | eigener Song             | Do You Like What You See                        | 33,65 %                  |
| 1    | Ivy Quainoo     | The BossHoss  | Duett mit Coach          | I Say a Little Prayer von Dionne Warwick        | 33,65 %                  |
| 1    | Ivy Quainoo     | The BossHoss  | Duett mit Gastkünstlerin | Shake It Out von Florence + the Machine         | 33,65 %                  |
|      |                 |               |                          |                                                 |                          |
| 2    | Kim Sanders     | Nena          | eigener Song             | Haunted                                         | 24,58 %                  |
| 2    | Kim Sanders     | Nena          | Duett mit Coach          | Love Shack von The B-52s                        | 24,58 %                  |
| 2    | Kim Sanders     | Nena          | Duett mit Gastkünstler   | Anti Hero (Brave New World) von Marlon Roudette | 24,58 %                  |
|      |                 |               |                          |                                                 |                          |
| 3    | Michael Schulte | Rea Garvey    | eigener Song             | Carry Me Home                                   | 23,78 %                  |
| 3    | Michael Schulte | Rea Garvey    | Duett mit Coach          | Feeling Good von Cy Grant                       | 23,78 %                  |
| 3    | Michael Schulte | Rea Garvey    | Duett mit Gastkünstler   | The A Team von Ed Sheeran                       | 23,78 %                  |
|      |                 |               |                          |                                                 |                          |
| 4    | Max Giesinger   | Xavier Naidoo | eigener Song             | Dach der Welt                                   | 17,99 %                  |
| 4    | Max Giesinger   | Xavier Naidoo | Duett mit Coach          | Paint It Black von The Rolling Stones           | 17,99 %                  |
| 4    | Max Giesinger   | Xavier Naidoo | Duett mit Gastkünstlerin | Nine Million Bicycles von Katie Melua           | 17,99 %                  |

## Nachwirkung
Von den vier Finalisten war anschließend nur Ivy Quainoo in den Charts vertreten. Auch der im Halbfinale ausgeschiedene Mic Donet brachte ein eigenes Album in die Charts. Ein halbes Jahr nach Ende der Staffel versammelte Xavier Naidoo 14 Mitglieder seiner Coachinggruppe für das Projekt Sing um dein Leben. Am 11. Oktober 2012 wurde zum Auftakt der zweiten Staffel eine von Naidoo moderierte Fernsehshow mit dem Projekt ausgestrahlt. Vom 18. Oktober bis zum 14. Dezember 2012 wurde mit den gleichen Coaches wie bei der ersten Staffel die zweite Staffel von The Voice of Germany ausgestrahlt.

## Einschaltquoten
Im Durchschnitt sahen 4,16 Millionen Zuschauer die erste Staffel von The Voice of Germany auf ProSieben und Sat.1, der Marktanteil beim Gesamtpublikum betrug 13,4 Prozent. In der Zielgruppe der 14- bis 49-Jährigen sahen im Durchschnitt 2,96 Millionen Zuschauer zu, was einem Marktanteil von 24,3 Prozent entsprach.
| Folge | Sendung         | Sender    | Datum                 | Zuschauer | Zuschauer       | Marktanteil | Marktanteil     |
| Folge | Sendung         | Sender    | Datum                 | Gesamt    | 14 bis 49 Jahre | Gesamt      | 14 bis 49 Jahre |
| ----- | --------------- | --------- | --------------------- | --------- | --------------- | ----------- | --------------- |
| 01    | Blind Auditions | ProSieben | Do, 24. November 2011 | 3,89 Mio. | 3,06 Mio.       | 12,4 %      | 23,8 %          |
| 02    | Blind Auditions | Sat.1     | Fr, 25. November 2011 | 4,36 Mio. | 3,05 Mio.       | 14,3 %      | 26,6 %          |
| 03    | Blind Auditions | ProSieben | Do, 1. Dezember 2011  | 4,58 Mio. | 3,51 Mio.       | 14,9 %      | 27,8 %          |
| 04    | Blind Auditions | Sat.1     | Fr, 2. Dezember 2011  | 4,89 Mio. | 3,37 Mio.       | 15,8 %      | 28,2 %          |
| 05    | Blind Auditions | ProSieben | Do, 8. Dezember 2011  | 5,21 Mio. | 3,96 Mio.       | 16,8 %      | 30,9 %          |
| 06    | Blind Auditions | Sat.1     | Fr, 9. Dezember 2011  | 4,53 Mio. | 3,17 Mio.       | 15,3 %      | 28,2 %          |
| 07    | Die Battles     | ProSieben | Do, 15. Dezember 2011 | 4,86 Mio. | 3,68 Mio.       | 15,1 %      | 28,4 %          |
| 08    | Die Battles     | Sat.1     | Fr, 16. Dezember 2011 | 5,02 Mio. | 3,47 Mio.       | 16,4 %      | 30,2 %          |
| 09    | Die Battles     | ProSieben | Do, 22. Dezember 2011 | 4,89 Mio. | 3,60 Mio.       | 15,7 %      | 28,6 %          |
| 10    | Die Battles     | Sat.1     | Fr, 23. Dezember 2011 | 4,39 Mio. | 3,02 Mio.       | 14,1 %      | 24,4 %          |
| 11    | 1. Liveshow     | ProSieben | Do, 5. Januar 2012    | 4,18 Mio. | 3,02 Mio.       | 14,1 %      | 25,8 %          |
| 12    | 2. Liveshow     | Sat.1     | Fr, 6. Januar 2012    | 4,00 Mio. | 2,82 Mio.       | 13,1 %      | 23,7 %          |
| 13    | 3. Liveshow     | Sat.1     | Fr, 13. Januar 2012   | 3,42 Mio. | 2,37 Mio.       | 10,5 %      | 18,8 %          |
| 14    | 4. Liveshow     | Sat.1     | Fr, 20. Januar 2012   | 2,85 Mio. | 1,90 Mio.       | 08,7 %      | 15,5 %          |
| 15    | 5. Liveshow     | Sat.1     | Fr, 27. Januar 2012   | 3,44 Mio. | 2,36 Mio.       | 11,1 %      | 19,9 %          |
| 16    | Halbfinale      | Sat.1     | Fr, 3. Februar 2012   | 3,18 Mio. | 2,12 Mio.       | 10,1 %      | 17,5 %          |
| 17    | Finale          | Sat.1     | Fr, 10. Februar 2012  | 4,01 Mio. | 2,64 Mio.       | 12,9 %      | 22,2 %          |